# Marzi
Marzi es una localidad italiana de la provincia de Cosenza, región de Calabria, con 995 habitantes.

## Evolución demográfica
| Gráfica de evolución demográfica de Marzi entre 1861 y 2001 |
|                                                             |
| Fuente ISTAT - Elaboración gráfica por parte de Wikipedia   |